# Temporada 1987-88 de los Atlanta Hawks
La temporada 1987-88 fue la vigésima de los Atlanta Hawks en la NBA en su ubicación de Atlanta, la trigésimo novena en la liga y la cuadragésimo segunda desde su fundación. La temporada regular acabó con 50 victorias y 32 derrotas, ocupando el cuarto puesto de la Conferencia Este, clasificándose para los playoffs, en los que cayeron en semifinales de conferencia ante Boston Celtics.

## Elecciones en elDraft
| Ronda | Puesto | Jugador                 | Posición  | Nacionalidad   | Universidad |
| ----- | ------ | ----------------------- | --------- | -------------- | ----------- |
| 1     | 21     | Dallas Comegys          | Ala-Pívot | Estados Unidos | DePaul      |
| 2     | 42     | Terrance Bailey         | Escolta   | Estados Unidos | Wagner      |
| 4     | 90     | Theofanis Christodoulou | Alero     | Grecia         |             |
| 5     | 113    | Jose Antonio Montero    | Base      | España         |             |
| 6     | 136    | Riccardo Morandotti     | Ala-Pívot | Italia         |             |
| 7     | 159    | Franjo Arapovic         | Pívot     | Croacia        |             |

## Temporada regular
| División Central      | División Central | División Central | División Central | División Central | División Central | División Central | División Central | División Central |
| Equipo                | G                | P                | %                | PD               | Casa             | Fuera            | Div              |                  |
| --------------------- | ---------------- | ---------------- | ---------------- | ---------------- | ---------------- | ---------------- | ---------------- | ---------------- |
| y-Detroit Pistons     | 54               | 28               | .659             | –                | 34–7             | 20–21            | 20–10            |                  |
| x-Chicago Bulls       | 50               | 32               | .610             | 4                | 30–11            | 20–21            | 16–13            |                  |
| x-Atlanta Hawks       | 50               | 32               | .610             | 4                | 30-11            | 20-21            | 16–13            |                  |
| x-Milwaukee Bucks     | 42               | 40               | .512             | 12               | 30–11            | 12–29            | 13–17            |                  |
| x-Cleveland Cavaliers | 42               | 40               | .512             | 12               | 31–10            | 11–30            | 11–19            |                  |
| Indiana Pacers        | 38               | 44               | .463             | 16               | 25–16            | 13–28            | 13–17            |                  |

## Playoffs

### Primera ronda
Atlanta Hawks  vs. Milwaukee Bucks
| Fecha       | Partido                                | Ciudad    |
| ----------- | -------------------------------------- | --------- |
| 29 de abril | Atlanta Hawks 110, Milwaukee Bucks 107 | Atlanta   |
| 1 de mayo   | Atlanta Hawks 104, Milwaukee Bucks 97  | Atlanta   |
| 4 de mayo   | Milwaukee Bucks 123, Atlanta Hawks 115 | Milwaukee |
| 6 de mayo   | Milwaukee Bucks 105, Atlanta Hawks 99  | Milwaukee |
| 8 de mayo   | Atlanta Hawks 121, Milwaukee Bucks 111 | Atlanta   |
|             | Atlanta Hawks gana las series 3-2      |           |

### Semifinales de Conferencia
Boston Celtics  vs. Atlanta Hawks
| Fecha      | Partido                               | Ciudad  |
| ---------- | ------------------------------------- | ------- |
| 11 de mayo | Boston Celtics 110, Atlanta Hawks 101 | Boston  |
| 13 de mayo | Boston Celtics 108, Atlanta Hawks 97  | Boston  |
| 15 de mayo | Atlanta Hawks 110, Boston Celtics 92  | Atlanta |
| 16 de mayo | Atlanta Hawks 118, Boston Celtics 109 | Atlanta |
| 18 de mayo | Boston Celtics 104, Atlanta Hawks 112 | Boston  |
| 20 de mayo | Atlanta Hawks 100, Boston Celtics 102 | Atlanta |
| 22 de mayo | Boston Celtics 118, Atlanta Hawks 116 | Boston  |
|            | Boston Celtics gana las series 4-3    |         |

## Estadísticas
| Rk | Jugador           | Edad | P  | PT | MP   | TC   | TCI  | %TC  | T3  | T3I | %T3  | TL  | TLI | %TL  | RO  | RD  | RT  | AS  | RB  | TAP | BP  | FP  | PTS  |
| -- | ----------------- | ---- | -- | -- | ---- | ---- | ---- | ---- | --- | --- | ---- | --- | --- | ---- | --- | --- | --- | --- | --- | --- | --- | --- | ---- |
| 1  | Dominique Wilkins | 28   | 78 | 76 | 37.8 | 11.7 | 25.1 | .464 | 0.5 | 1.7 | .295 | 6.9 | 8.4 | .826 | 2.7 | 3.7 | 6.4 | 2.9 | 1.3 | 0.6 | 2.8 | 2.1 | 30.7 |
| 2  | Doc Rivers        | 26   | 80 | 80 | 31.3 | 5.0  | 11.1 | .453 | 0.1 | 0.4 | .273 | 4.0 | 5.3 | .758 | 1.0 | 3.5 | 4.6 | 9.3 | 1.8 | 0.5 | 2.6 | 3.4 | 14.2 |
| 3  | Randy Wittman     | 28   | 82 | 82 | 29.4 | 4.6  | 9.6  | .478 | 0.0 | 0.0 |      | 0.9 | 1.1 | .798 | 0.5 | 1.6 | 2.1 | 3.7 | 0.6 | 0.2 | 1.0 | 1.4 | 10.0 |
| 4  | Kevin Willis      | 25   | 75 | 55 | 27.9 | 4.7  | 9.2  | .518 | 0.0 | 0.0 | .000 | 2.1 | 3.3 | .649 | 3.1 | 4.2 | 7.3 | 0.4 | 0.9 | 0.5 | 1.8 | 3.2 | 11.6 |
| 5  | Cliff Levingston  | 27   | 82 | 32 | 26.0 | 3.8  | 6.9  | .557 | 0.0 | 0.0 | .500 | 2.3 | 3.0 | .772 | 2.8 | 3.4 | 6.1 | 0.9 | 0.6 | 1.0 | 1.1 | 3.5 | 10.0 |
| 6  | Tree Rollins      | 32   | 76 | 59 | 23.2 | 1.8  | 3.4  | .512 | 0.0 | 0.0 |      | 0.9 | 1.1 | .875 | 1.9 | 4.2 | 6.0 | 0.3 | 0.4 | 1.7 | 0.7 | 3.0 | 4.4  |
| 7  | Jon Koncak        | 24   | 49 | 22 | 21.9 | 2.0  | 4.1  | .483 | 0.0 | 0.0 | .000 | 1.7 | 2.8 | .610 | 2.1 | 4.7 | 6.8 | 0.4 | 0.7 | 1.1 | 1.1 | 3.3 | 5.7  |
| 8  | Antoine Carr      | 26   | 80 | 2  | 18.5 | 3.5  | 6.5  | .544 | 0.0 | 0.1 | .250 | 1.8 | 2.3 | .780 | 1.2 | 2.4 | 3.6 | 1.3 | 0.5 | 1.0 | 1.5 | 3.4 | 8.8  |
| 9  | John Battle       | 25   | 67 | 1  | 18.3 | 4.1  | 9.1  | .454 | 0.2 | 0.6 | .390 | 2.1 | 2.8 | .750 | 0.4 | 1.3 | 1.7 | 2.4 | 0.5 | 0.1 | 1.1 | 1.3 | 10.6 |
| 10 | Spud Webb         | 24   | 82 | 1  | 16.4 | 2.3  | 4.9  | .475 | 0.0 | 0.2 | .053 | 1.3 | 1.6 | .817 | 0.2 | 1.6 | 1.8 | 4.1 | 0.8 | 0.1 | 1.6 | 1.5 | 6.0  |
| 11 | Mike McGee        | 28   | 11 | 0  | 10.6 | 2.0  | 4.7  | .423 | 0.5 | 1.7 | .263 | 0.2 | 0.5 | .333 | 0.4 | 1.1 | 1.5 | 1.2 | 0.5 | 0.0 | 0.6 | 0.5 | 4.6  |
| 12 | Scott Hastings    | 27   | 55 | 0  | 7.3  | 0.7  | 1.5  | .488 | 0.1 | 0.2 | .417 | 0.5 | 0.5 | .926 | 0.5 | 1.3 | 1.8 | 0.3 | 0.1 | 0.2 | 0.3 | 1.2 | 2.0  |
| 13 | Chris Washburn    | 22   | 29 | 0  | 6.0  | 0.8  | 1.7  | .449 | 0.0 | 0.0 |      | 0.4 | 0.8 | .565 | 0.7 | 1.2 | 1.9 | 0.1 | 0.1 | 0.3 | 0.3 | 0.7 | 2.0  |
| 14 | Leon Wood         | 25   | 14 | 0  | 5.6  | 1.1  | 2.1  | .533 | 0.6 | 1.4 | .474 | 0.5 | 0.6 | .875 | 0.1 | 0.4 | 0.4 | 1.4 | 0.3 | 0.0 | 0.4 | 0.4 | 3.4  |
| 15 | Ennis Whatley     | 25   | 5  | 0  | 4.8  | 0.8  | 1.8  | .444 | 0.0 | 0.0 |      | 0.6 | 0.8 | .750 | 0.0 | 0.8 | 0.8 | 0.4 | 0.4 | 0.0 | 0.8 | 0.6 | 2.2  |

## Galardones y récords
| Jugador/Entrenador | Galardón                              |
| Dominique Wilkins  | 2.º Mejor quinteto de la NBA All-Star |
| Doc Rivers         | All-Star                              |